# Sobota
Sobota je označení pro den v týdnu, který je v českém občanském kalendáři považován za šestý, ale v tradičním židovském a křesťanském kalendáři je dnem sedmým a posledním. Zpravidla bývá součástí víkendu, tedy dnem odpočinku.

Slovo pro sobotu v evropských jazycích

## Původ názvu
Slovo pochází z hebrejského šabat (odpočinek).
Podle rumunské legendy název vznikl z pojmu Svatá Sobota. Byla to dobrá stařena, která napravuje zbloudilé duše zde i na onom světě a přivádí je na správnou cestu. Chodí stále a bez oddychu, a proto nosí na nohou železné topánky. Svatá Sobota žije sama, jejím příbytkem je Půlnoc.[zdroj?]
Název „saturday“ v angličtině a podobné názvy v dalších jazycích pocházejí z latinského Saturni Dies, což znamená Den Saturna.
V severské mytologii je sobota zasvěcena Lokimu.
V Indii je název pro sobotu „šanivar“, které vychází ze jména Šani, což byl védský bůh přiřazený planetě Saturn.
V některých skandinávských zemích se sobota nazývá Lördag nebo Löverdag apod., což je odvozeno ze starého slova laugr (proto islandský název Laugardagur), míněno ve významu koupele, takže Lördag znamená koupelový den. Ten vděčí svému názvu za to, že vikingové používali koupel každou sobotu.[zdroj?]
V současnosti se ve všech německy mluvících zemích sobota oficiálně nazývá „Samstag“, přestože ve standardní moderní němčině existují dva názvy pro sobotu. „Samstag“ je používán vždy v Rakousku, Lichtenštejnsku, v německy hovořící části Švýcarska a zpravidla také v jižním a západním Německu. Tento název pochází ze starohornoněmeckého sambaztac, který sám pochází z řeckého Σάββατο a toto řecké slovo má původ v hebrejském שבת (šabat). Druhým názvem pro sobotu je v němčině Sonnabend, který pochází z starohornoněmeckého sunnunaband a odpovídá staroanglickému sunnanæfen. Tímto slovem je myšlen „předvečer slunce“, tj. „den před nedělí“. Termín Sonnabend je zvláště používán v severní a východní části Německa a byl také úředním názvem pro sobotu v bývalé Německé demokratické republice. Ve vestfálských nářečích byla sobota nazývána Satertag, což bylo příbuzné s nizozemským Zaterdag, a vycházelo ze stejného lingvistického kořene jako anglické slovo Saturday.
Románské jazyky, podobně jako řečtina, převzaly název soboty z hebrejského šabat. Výraz pro sobotu tak je v italštině sabato, ve francouzštině samedi, ve španělštině a portugalštině sábado a v rumunštině sâmbătă.
Moderní maorský název pro sobotu je Rahoroi, což znamená v překladu „prací den“.

## Pořadí v týdnu
Judaismus, křesťanství a islám pohlížejí na sobotu jako na sedmý a poslední den týdne. Počátkem 20. století začalo mnoho Evropanů považovat sobotu za šestý (předposlední) den týdne a neděli za den poslední. Tato nynější pracovně orientovaná koncepce byla formálně schválena v normě ISO 8601.

## Význam soboty
V mnoha zemích, kde je neděle svátkem, je sobota částí víkendu a tradičně dnem odpočinku. Mnoho večírků se koná právě v sobotu, protože předchází další den odpočinku, tj. neděli. Tak je běžné pro kluby, bary a restaurace, že mají v sobotu otevřeno, na rozdíl od jiných dnů, hluboko do noci.
V židovské tradici je sobota sabatem. Křesťané převzali tuto tradici. Díky tomu je v mnoha jazycích sobota pojmenována právě po sabatu. Kvakeři tradičně nazývají sobotu „sedmým dnem“, aby se tak vyhnuli pohanskému původu anglického názvu tohoto dne. V islámských zemích je svátečním dnem pátek, i když je považován za šestý den v týdnu.
Sobota je v mnoha státech obvyklým dnem pro volby, v některých státech dokonce jen jediným možným (Nový Zéland).
V Thajsku je podle thajského solárního kalendáře přiřazena sobotě purpurová barva.
Říká se, že pokud v sobotu začne špatné počasí, udrží se dlouho.[zdroj?]
Adventisté světí sobotu na oslavu Božího stvořitelského díla.
Podle pověr je dobré dělat:[zdroj?]
- ničeho nepožít před východem slunce;
- jelikož je to den, kdy Bůh dokončil stvoření světa, je dobré dokončit započaté práce, ale nezačínat nic jiného;
- pokud v sobotní večer donesete domů vodu, musíte třikrát kápnout do ohně, než ji budete pít;
- v tento den si umývat vlasy, protože v sobotu voda odplavuje nemoci;
- v tento den se vzpomíná na mrtvé.

Co není dobré dělat:[zdroj?]
- šít šaty a cestovat, protože vstávají mrtví a umírající se vydávají na cestu;
- není dobré onemocnět, protože se vám může přitížit – v tento den vše spěje ke konci, proto i váš život může skončit.

## Přehled
| jazyk         | výslovnost                        | význam      |
| ------------- | --------------------------------- | ----------- |
| Angličtina    | Saturday                          | den Saturna |
| Arabština     | يوم السَّبْت yaum as-sabt            | den sabatu  |
| Čeština       | sobota                            | sabat       |
| Čínština      | 土曜日 tǔyàorì 星期六 xīngqīliù   | -           |
| Dánština      | lørdag                            | den koupele |
| Francouzština | samedi                            | den sabatu  |
| Hebrejština   | יום השבת jom ha-šabat             | den šabatu  |
| Hindština     | शनिवार śanivār                      | den Saturna |
| Italština     | sabato                            | sabat       |
| Japonština    | 土曜日 dojóbi                     | den Saturna |
| Jidiš         | שבת šabes                         | sabat       |
| Korejština    | 토요일                            | den Saturna |
| Latina        | dies Saturni                      | den Saturna |
| Maďarština    | Szombat                           | sabat       |
| Němčina       | Samstag                           | den sabatu  |
| Norština      | lørdag (bokmål) laurdag (nynorsk) | den koupele |
| Novořečtina   | Σάββατο sávato                    | sabat       |
| Perština      | شنبه šanbe                        | sabat       |
| Portugalština | sábado                            | sabat       |
| Ruština       | суббота subbóta                   | sabat       |
| Španělština   | sábado                            | sabat       |
| Švédština     | lördag                            | den koupele |
| Turečtina     | cumartesi                         |             |